# Keep Talking and Nobody Explodes
Keep Talking and Nobody Explodes es un videojuego desarrollado por la compañía Steel Crate Games lanzado el 8 de octubre de 2015.  Éste propone al jugador la tarea de desactivar una serie de bombas generadas de manera aleatoria. Para ello, contará con la ayuda de otros jugadores que estarán leyendo un manual de instrucciones.

## Jugabilidad
El título está pensado para ser jugado por al menos dos personas: una en el ordenador (conocida como el «desactivador») y otra leyendo el manual de desactivación (conocida como el «experto»). Si se cree conveniente, puede haber más jugadores leyendo el manual para ayudar a la persona que está desactivando la bomba. Este «desactivador» no puede mirar el manual, así como tampoco les está permitido a los expertos mirar la bomba. Se puede jugar con un monitor, un teclado y un ratón, o con un dispositivo compatible de realidad virtual y un mando.  Como el manual está disponible en Internet, solo se necesita una copia del título para jugar; el experto puede hacerlo con su teléfono móvil o con una VoIP (como Skype o Discord).
El juego nos ofrece una serie de bombas que cada vez son más difíciles de desactivar. Cada una de ellas está formada por secciones conocidas como «módulos», que deben ser desactivados antes de que el temporizador de la bomba llegue a cero. Si se comete algún error, dicho temporizador empezará a bajar más rápido; si son varios los errores, la bomba explotará irremediablemente. Según va progresando el juego, las bombas tienen cada vez más módulos, menos tiempo y menos oportunidades para resolverlos, por lo que es más difícil desactivarlas. Estas se generan de manera aleatoria y serán diferentes cada vez que se juegue. El título también ofrece un modo de juego en el que se puede elegir cuántos módulos tendrá la bomba, cuánto tiempo habrá para desactivarla y el número de errores que se podrán cometer.
La dificultad de los propios módulos varía según la cantidad de colores, números o palabras de los puzles. Todos los módulos cuentan con una serie de condiciones que, o bien se encuentran en la propia configuración del módulo, o emplean factores externos como números de serie u otras partes del propio maletín. El manual proporciona un conjunto de tablas de consulta y descripciones de algoritmos que ayudan a los jugadores a decidir cuál es la manera correcta de desactivar cada módulo. Por ello, la mayor parte del juego se basa en una conversación entre la persona que desactiva (describiendo cómo está formado un módulo) y el experto (que utiliza la información que posee para adivinar cuál es la forma correcta de resolverlo). Algunos módulos emplean símbolos imposibles de nombrar que obligan a los jugadores a describirlos; otros emplean palabras homófonas (como «desecha» con respecto a «deshecha»), homógrafas (llama) o palabras que los jugadores normalmente usarían en una conversación a la hora de resolver el problema (por ejemplo: «vale», «emmm», «pulsa» o «espera») para crear aún más confusión. Por si no fuera suficiente, el trabajo del «desactivador» se hará más difícil por medio de diferentes sonidos y luces.

## Desarrollo
Inicialmente, los desarrolladores Allen Pestaluky, Ben Kane y Brian Fetter crearon el juego para ser presentado en la Global Game Jam de 2014. Después de que se demostrara que la idea del juego era «divertidísima», Pestaluky, Kane y Fetter continuaron con el desarrollo para sacarlo al público.

## Acogida
La crítica de Sam Machkovech en la web Ars Technica afirmaba que el título era un «esencial», aunque también anotaba que, una vez los jugadores resolvían ciertos módulos, el juego podía pasar de ser un reto a convertirse en una «lista de tareas». También observó el potencial del título como juego de socialización, con el que los espectadores disfrutaran igual que el jugador.